# Гоблины 4 (фильм)
Гоблины 4 (англ. Ghoulies IV) — американский фильм ужасов 1994 режиссера Джима Уайнорски. Это четвертая часть и заключительная в серии фильмов Гоблины (серия фильмов). Фильм вышел сразу на видео.

## Сюжет
С Джонатаном Грейвзом происходить как принято называть раздвоение личности. Джонатан Грейвз уже зрелый и уравновешенный человек, к тому же работает полицейским. Однако порой в нем пробуждается другой человек… И етот другой возникает из далекого прошлого, когда он был еще молодой Джонатан от скуки увлекся черной магией и прочими вещами.
Наперсницей в его занятиях была некая Александра, жестокая и властная женщина. И теперь, по прошествии лет, именно она хочет вернуть того, кто, и управляет его сознание на место настоящего Джонатана.
Вокруг Джонатана наблюдаються гоблины, страшного вида таинственные создания, тоже порождение прошлых лет. Пока они не вмешиваются, до поры до времени…

## В ролях
- Питер Ляпис — Jonathan Graves
- Барбара Элин Вудс — Kate
- Стэйси Буржуа — Alexandra
- Ракел Крелл — Jeanine
- Бобби Ди Чикко — Scotty
- Тони Кокс — Ghoulie Dark
- Артуро Джил -Ghoulie Lite
- Эндрю Крэйг — Mugger
- Джон Канн — Indian Clerk
- Майкл Чиффо — City Power Worker